# Oxid siřičitý
Oxid siřičitý (chemický vzorec SO2) je jedním ze dvou hlavních oxidů síry. Je to bezbarvý, štiplavě páchnoucí, jedovatý plyn. Má 2,26× větší hustotu než vzduch.

## Příprava
Oxid siřičitý se průmyslově připravuje především spalováním síry
{\displaystyle {\mathsf {S+O_{2}\ \rightarrow \ SO_{2},}}}
nebo pražením pyritu
{\displaystyle {\mathsf {4\,FeS_{2}+11\,O_{2}\ \rightarrow \ 2\,Fe_{2}O_{3}+8\,SO_{2}.}}}
Je též produktem hoření sulfanu (sirovodíku)
{\displaystyle {\mathsf {2\,H_{2}S+3\,O_{2}\ \rightarrow \ 2\,H_{2}O+2\,SO_{2}.}}}
Na mokré cestě se dá připravit redukcí kyseliny sírové některými kovy, např. mědí
{\displaystyle {\mathsf {2\,H_{2}SO_{4}+Cu\ \rightarrow \ SO_{2}+2\,H_{2}O+CuSO_{4},}}}
nebo rozkladem siřičitanů koncentrovanou kyselinou sírovou, například
{\displaystyle {\mathsf {Na_{2}SO_{3}+H_{2}SO_{4}\ \rightarrow \ H_{2}O+SO_{2}+Na_{2}SO_{4}.}}}

## Vlastnosti
Ve vodě se oxid siřičitý snadno rozpouští za vzniku tepla a kyseliny siřičité
{\displaystyle {\mathsf {SO_{2}+H_{2}O\ \rightarrow \ H_{2}SO_{3},}}}
patří tedy ke kyselinotvorným oxidům.
S kyslíkem reaguje za chladu pomalu, za zvýšených teplot rychleji za vzniku oxidu sírového
{\displaystyle {\mathsf {2\,SO_{2}+O_{2}\ \rightarrow \ 2\,SO_{3}.}}}
Katalyzátorem této reakce je oxid vanadičný nebo kovová platina.
Podobně reaguje s plynným chlorem za vzniku sulfurylchloridu
{\displaystyle {\mathsf {SO_{2}+Cl_{2}\ \rightarrow \ SO_{2}Cl_{2}.}}}
Za žáru ho lze vodíkem zredukovat na síru:
{\displaystyle {\mathsf {SO_{2}+2\,H_{2}\ \rightarrow \ S+2\,H_{2}O,}}}
za nižších teplot může při této reakci vznikat i sulfan
{\displaystyle {\mathsf {SO_{2}+3\,H_{2}\ \rightarrow \ H_{2}S+2\,H_{2}O.}}}
Také vedením plynného oxidu siřičitého přes rozžhavený koks vzniká volná síra
{\displaystyle {\mathsf {SO_{2}+C\ \rightarrow \ S+CO_{2}.}}}

## Výskyt v přírodě
Oxid siřičitý se vyskytuje v sopečných plynech a rozpuštěný jako kyselina siřičitá v podzemních (minerálních) vodách ve vulkanicky aktivních oblastech. Jedná se o hojný sopečný plyn, který je vyvrhován při sopečné erupci, při silných erupcích se může dostat v pyroklastickém mračnu až do stratosféry, kde se společně se sulfanem a vodní párou podílí na vzniku drobných kapiček kyseliny sírové, tzv. aerosolu. Tento aerosol je schopen přetrvat ve stratosféře 2 až 3 roky a působí jako velice efektivní zábrana před dopadajícím slunečním zářením, čímž pomáhá v některých oblastech oteplovat a v dalších ochlazovat zemský povrch (v závislosti na velikosti částic aerosolu).
V menším množství byl spektroskopicky zjištěn v atmosféře planety Venuše. Je též obsažen v plynech vyvrhovaných sopkami na Jupiterově měsíci Io.

## Využití
Oxid siřičitý je základní surovinou pro výrobu kyseliny sírové. K této výrobě se připravuje buď spalováním síry nebo pražením pyritu a poté se katalyticky oxiduje na oxid sírový, jehož rozpouštěním ve vodě vzniká kyselina sírová. Jako katalyzátor se nejčastěji používá oxid vanadičný.
Protože má dezinfekční a bělící účinky, používá se k desinfekci (tzv. síření) sudů a sklepních prostor pro skladování ovoce a zeleniny, k ošetřování osiv proti plísním a na bělení přírodních materiálů. V menší míře se užívá i jako konzervační činidlo.

## Fyziologické působení
Oxid siřičitý působí dráždivě zejména na horní cesty dýchací, dostavuje se kašel, v těžších případech může vzniknout až edém plic.
Menší koncentrace vyvolávají záněty průdušek a astma. Chronická expozice oxidu siřičitému negativně ovlivňuje krvetvorbu, způsobuje rozedmu plic, poškozuje srdeční sval, negativně působí na menstruační cyklus.
Používá se jako konzervant, antioxidant a prostředek proti hnědnutí do vína, kukuřičného sirupu, želé, sušeného ovoce, džusů, nealkoholických ovocných nápojů, pečiva, octa, výrobků z brambor, koření a polévek. Přidává se také při výrobě džemů a marmelád. Dále se používá jako bělící přísada do želatiny a k bělení chmele, lecitinu, hub, ořechů, lepidla a řepného cukru.

## Ekologické působení

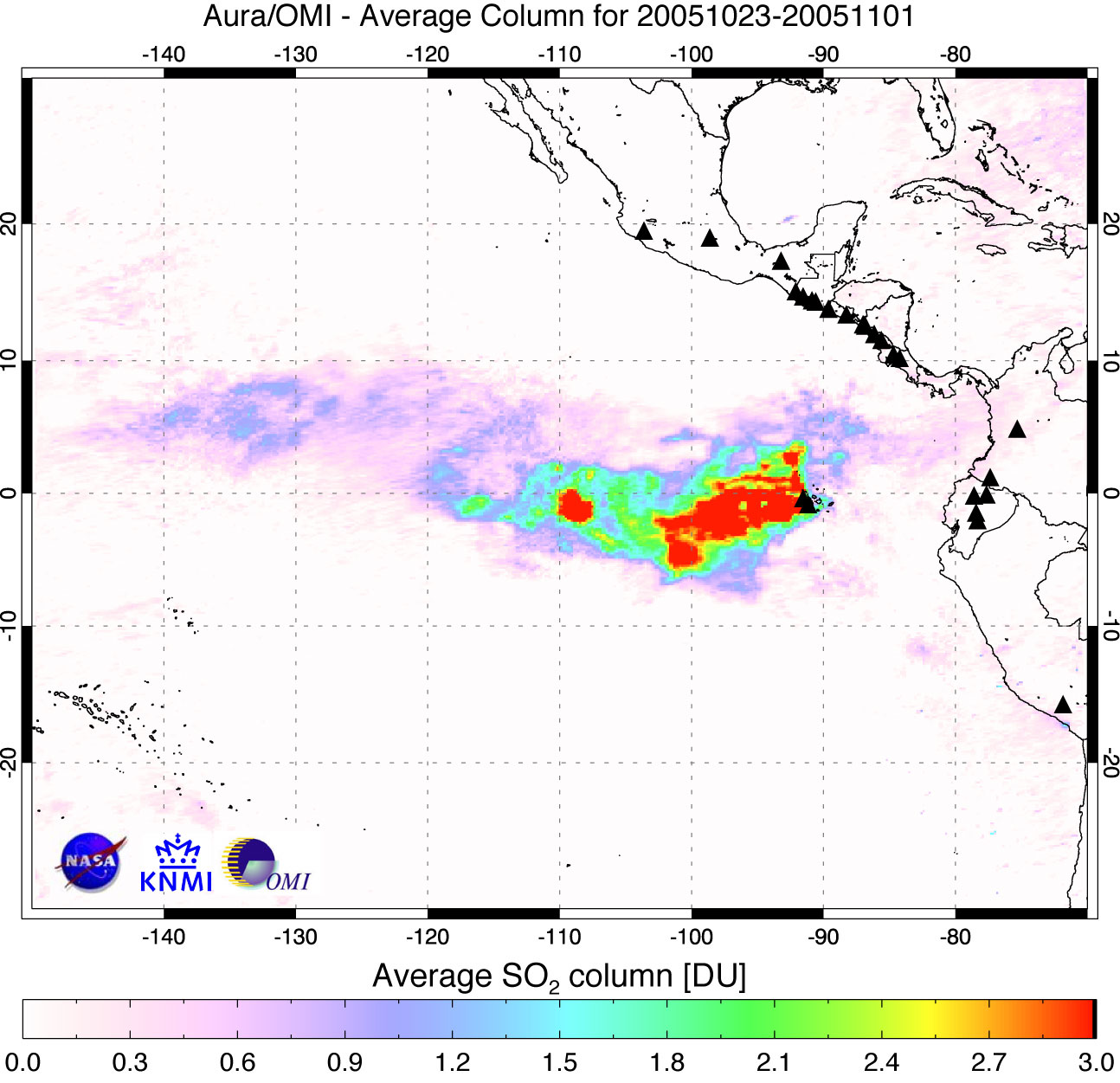
Koncentrace oxidu siřičitého v ovzduší během erupce sopky Sierra Negra

Značně toxický je oxid siřičitý pro rostliny, neboť reaguje s chlorofylem a narušuje tak fotosyntézu. V ovzduší pozvolna oxiduje vzdušným kyslíkem za přítomnosti vody na kyselinu sírovou, která je spolu s kyselinou siřičitou příčinou kyselých dešťů.
Z hygienického hlediska jsou nejvyšší přípustné koncentrace oxidu siřičitého ve vzduchu v průběhu 24 hodin 0,15 µg/m3 a krátkodobě 0,5 µg/m3.[zdroj?] Například emise oxidu siřičitého v polovině 80. let 20. století dosáhly 2,2 milionu tun za rok.
Oxid siřičitý vzniká jako vedlejší produkt při spalování méně kvalitního hnědého uhlí, které obsahuje jak volnou síru, tak některé sulfidy, zejména pyrit. Pro ochranu přírodního prostředí je proto nezbytné odsiřování kouře u elektráren, používajících toto palivo, jak vyžaduje zákon o ochraně ovzduší. Nejčastěji se používá reakce oxidu siřičitého se suspenzí vápence ve vodě
{\displaystyle {\mathsf {2\,SO_{2}+2\,CaCO_{3}+O_{2}\ \rightarrow \ 2\,CO_{2}+2\,CaSO_{4},}}}
Oxid siřičitý reaguje s uhličitanem vápenatým a kyslíkem za vzniku oxidu uhličitého a síranu vápenatého.
při níž vzniká méně škodlivý oxid uhličitý a jako vedlejší produkt síran vápenatý (tzv. energosádrovec).
Podobně při spalování méně kvalitních benzinů nebo nafty, obsahujících sirné sloučeniny (zejména thiofen), v automobilových motorech se do vzduchu dostává oxid siřičitý; navíc přitom dochází k poškozování katalyzátorů ve výfukových potrubích.